# Fever Season
Fever Season è l'ottavo EP del girl group sudcoreano GFriend, pubblicato nel 2019.

## Tracce
1. Fever (열대야?, yeol-dae yaLR, lit. Tropical Night) – 3:34
2. Mr. Blue – 3:17
3. Smile (좋은 말 한때?, Joh-eun mal hanttaeLR, lit. Good Worlds) – 3:15
4. Wish (바라?, BaraLR, lit. Want) – 3:16
5. Paradise – 3:14
6. Hope (기대?, GidaeLR, lit. Expectation) – 3:28
7. Flower (Korean version) – 3:37
8. Fever (Instrumental) – 3:33

## Classifiche

### Classifiche settimanali
| Classifica (2019) | Posizione massima |
| ----------------- | ----------------- |
| Corea del Sud     | 1                 |

### Classifiche di fine anno
| Classifica (2019) | Posizione |
| ----------------- | --------- |
| Corea del Sud     | 68        |